# Барнаульский канифольный завод
Барнаульский канифольный завод — предприятие химической промышленности в Барнауле. Расположен в Центральном районе города.

## История
Завод введён в действие в 1928 году и носил название канифольно-скипидарного, канифольно-терпентинного. В первые годы на основе смолы хвойных деревьев выпускал канифоль и скипидар — в конце 1930-х годов соответственно до 10 тыс. и 2 тыс. тонн ежегодно. В период Великой Отечественной войны было налажено производство горючей смеси, используемой в боях с немецкой бронетехникой.
В 1956 году на основе разработок сибирских учёных освоен промышленный выпуск иммерсионного масла и кедрового бальзама, которые применяются в изготовлении и использовании оптических приборов.

## Производственные мощности
Первая реконструкция завода была проведена в 1936 году, вторая в 1960-х годах, когда были перестроены прежние деревянные здания и механизировано производство. В 1982 году введена в действие котельня на жидком топливе, значительная часть которой пошла на нужды административных и жилых зданий района.
На предприятии трудится около 100 человек.

## Продукция
Канифольный завод выпускает 23 вида продукции, производство канифоли и скипидара сократилось, но выросли объёмы новых видов изделий. Пихтовое масло применятеся в медицине и косметологии, мастика «Жигули» используется для антикоррозийной защиты автомобилей и металлических изделий. Завод изготавливает различные виды лаков и клеёв для мебельной промышленности, садовый вар, сургуч, клей-пасту для проклейки картона.
Барнаульский канифольный завод освоил производство иммерсионного масла. До этого события масло для исследований под микроскопом завозилось из-за рубежа. С 1958 г. потребность страны в таком редком продукте удовлетворяет г. Барнаул.
Организация Открытое Акционерное Общество «КАНИФОЛЬНЫЙ ЗАВОД» ликвидирована 13 марта 2008 г. Причина: Прекращение деятельности юридического лица в связи с его ликвидацией на основании определения арбитражного суда о завершении конкурсного производства